# ني أوليسوند
ني أوليسوند مدينة تقع في النرويج، يتراوح عدد السكان الموسميين بين 30 و 150 نسمة، معظمهم من المجتمع العلمي 2. على الرغم من قلة عدد السكان المحليين، فإن ني أوليسوند لديها مطارها وموانئها الخاصة. كما أن لديها متحف تاريخ حيث يمكنك العثور على أشياء من حطام السفن وأكثر من ألف من الصور والأفلام. يوجد بالمدينة أيضًا مكتب البريد الأكثر شمالية على هذا الكوكب، ومقهى محلي ومتجر للهدايا التذكارية. لا يتم اعتماد البلوتوث والواي فاي والهواتف المحمولة وغيرها من الأجهزة اللاسلكية التي ترسل ما بين 2.1 و 2.5 جيجا هرتز في المنطقة الجغرافية الواقعة على بعد 20 كم من وسط ني أوليسوند.

## المناخ
تتمتع مدينة ني أوليسوند بمناخ قطبي وفقاً لتصنيف كوبن للمناخ. ومع ذلك فإن درجات الحرارة في فصل الشتاء معتدلة للغاية مقارنة بالمواقع الأخرى التي تحمل نفس التصنيف بسبب انجراف شمال الأطلسي.

## معرض صور

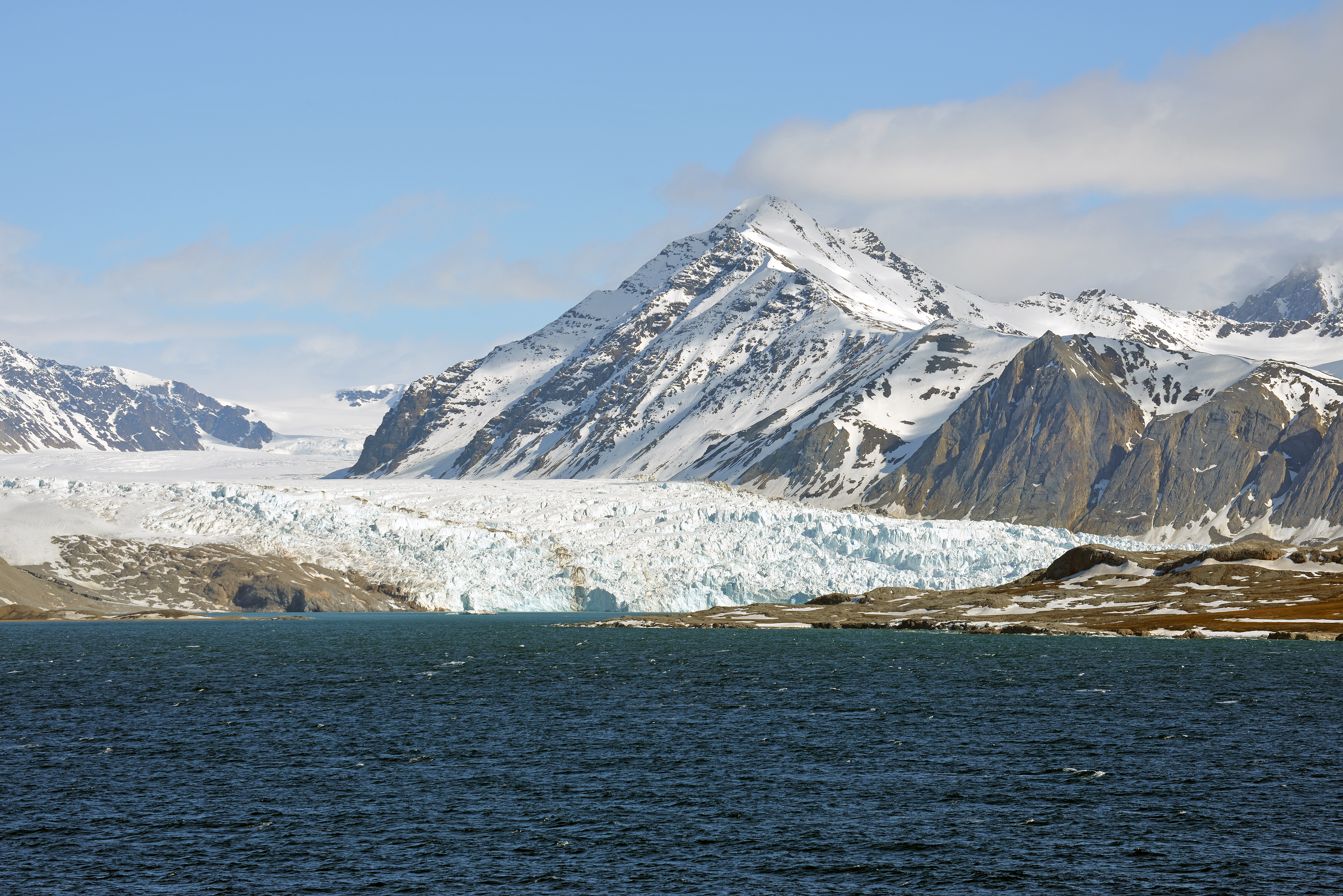
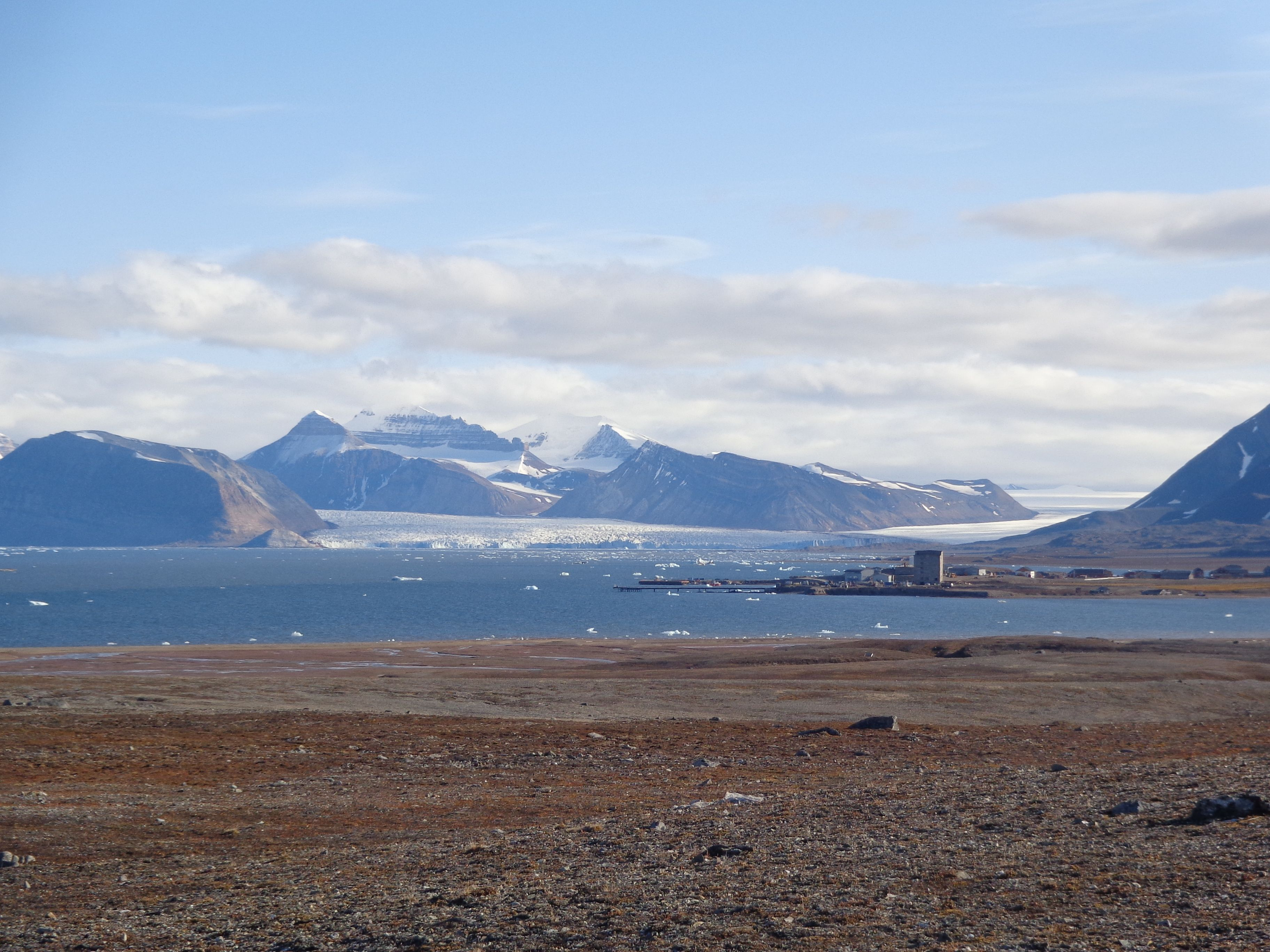
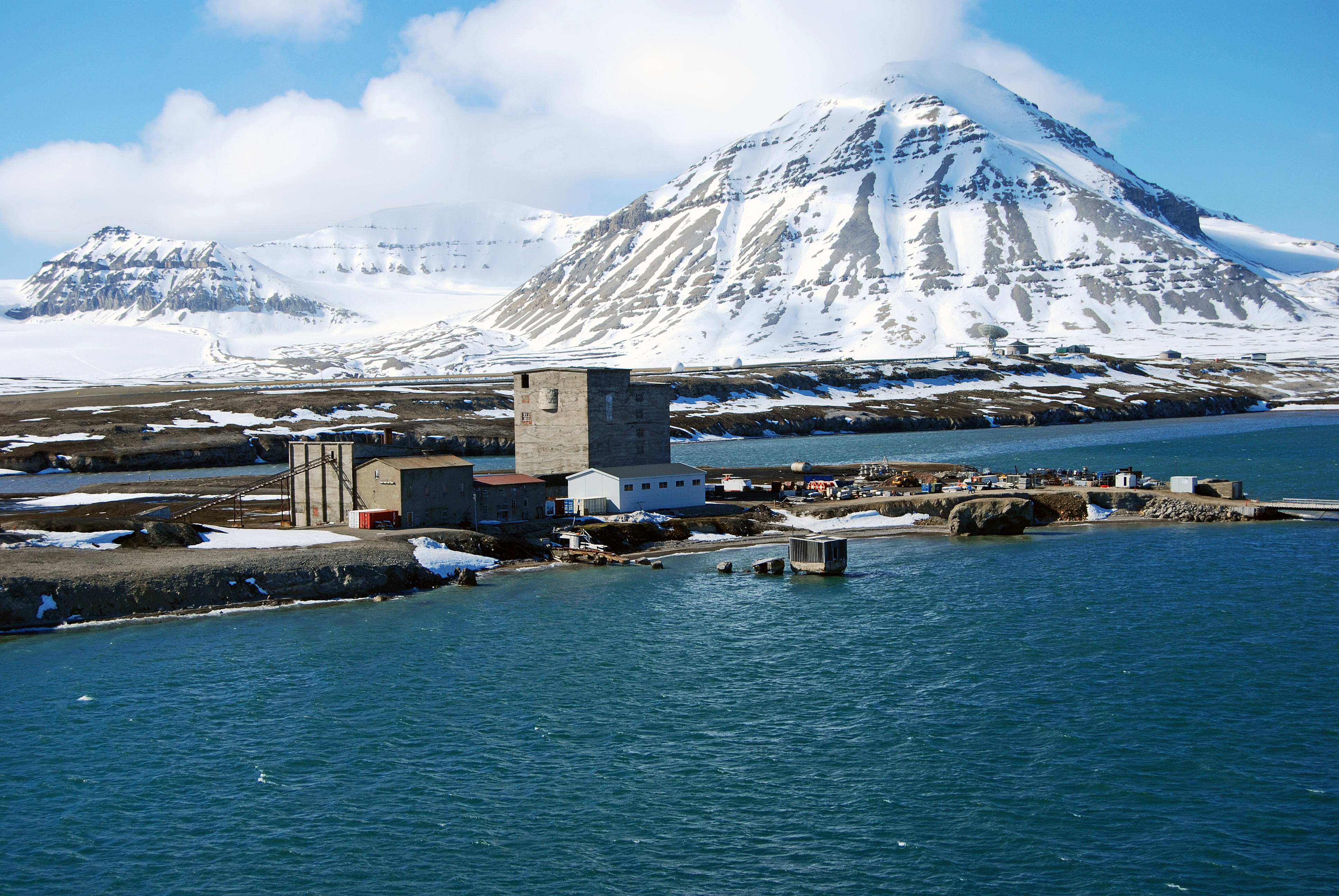
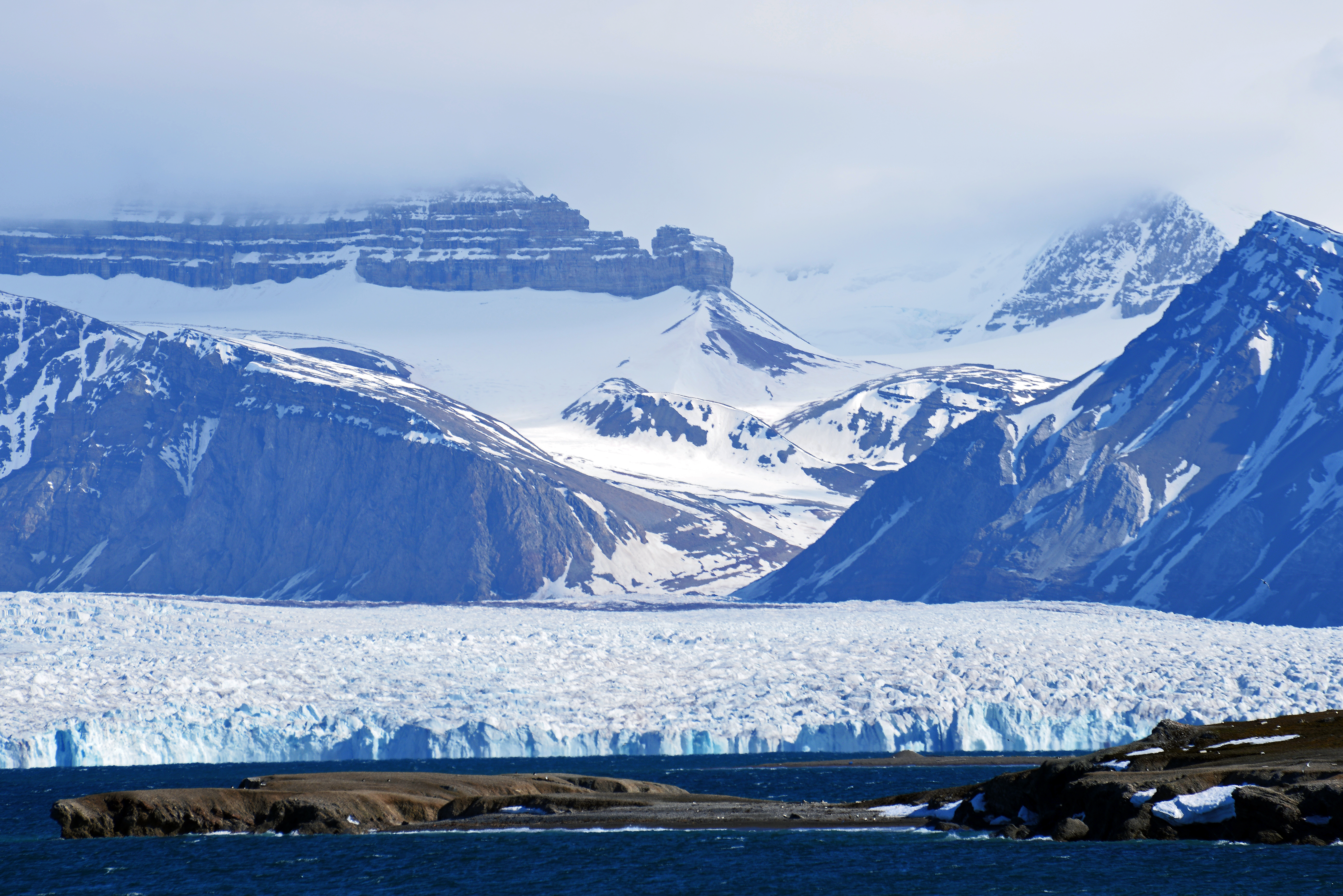
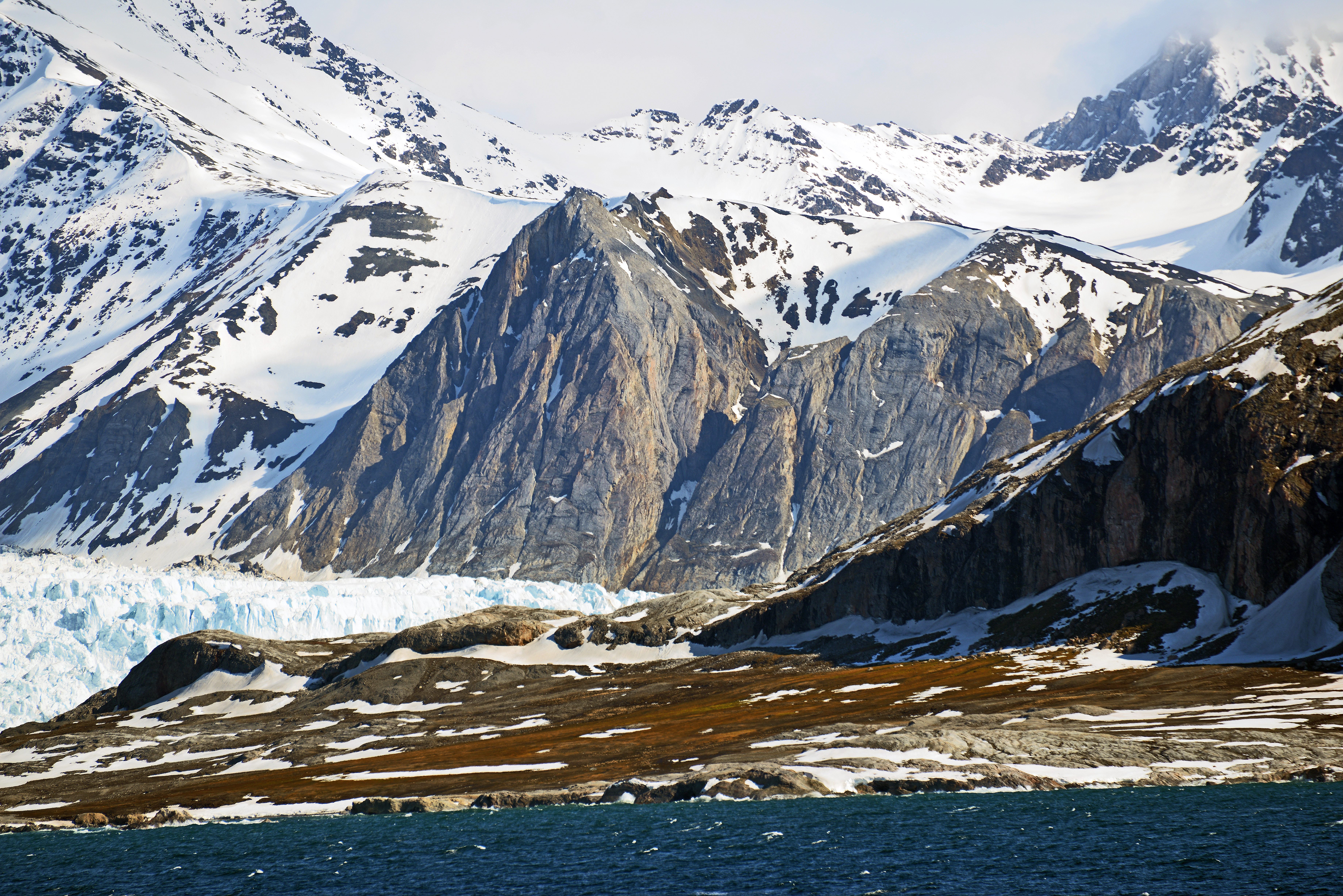
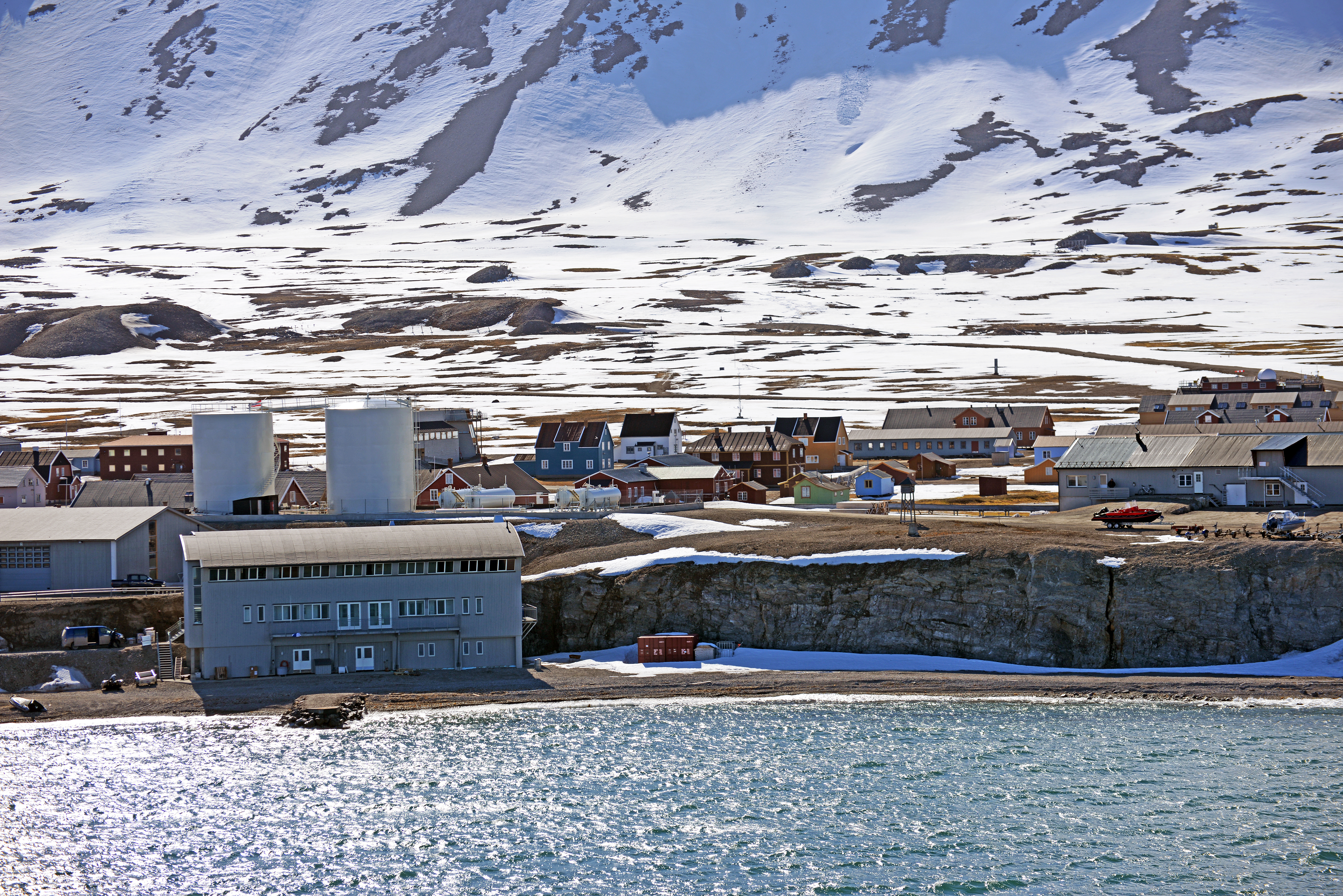